# Anneville-sur-Scie
Anneville-sur-Scie – miejscowość i gmina we Francji, w regionie Normandia, w departamencie Sekwana Nadmorska.
Według danych na rok 1990 gminę zamieszkiwały 433 osoby, a gęstość zaludnienia wynosiła 80 osób/km² (wśród 1421 gmin Górnej Normandii Anneville-sur-Scie plasuje się na 505. miejscu pod względem liczby ludności, natomiast pod względem powierzchni na miejscu 656.).